# Kârgâzstan la Jocurile Olimpice
Kârgâzstanul a participat pentru prima dată la Jocurile Olimpice ca țară independentă în 1994, și de atunci și-a trimis sportivii să concureze la toate Jocurile Olimpice de vară și la toate Jocurile Olimpice de iarnă. Codul CIO este KGZ.

## Medalii după olimpiadă
| Ediție              | Sportivi                    | Aur                         | Argint                      | Bronz                       | Total                       | Loc                         |
| 1900–1912           | ca parte Imperiului Rus     | ca parte Imperiului Rus     | ca parte Imperiului Rus     | ca parte Imperiului Rus     | ca parte Imperiului Rus     | ca parte Imperiului Rus     |
| 1952–1988           | ca membru Uniunii Sovietice | ca membru Uniunii Sovietice | ca membru Uniunii Sovietice | ca membru Uniunii Sovietice | ca membru Uniunii Sovietice | ca membru Uniunii Sovietice |
| Barcelona 1992      | ca parte Echipei Unificate  | ca parte Echipei Unificate  | ca parte Echipei Unificate  | ca parte Echipei Unificate  | ca parte Echipei Unificate  | ca parte Echipei Unificate  |
| Atlanta 1996        | 33                          | 0                           | 0                           | 0                           | 0                           | –                           |
| Sydney 2000         | 48                          | 0                           | 0                           | 1                           | 1                           | 74                          |
| Atena 2004          | 29                          | 0                           | 0                           | 0                           | 0                           | –                           |
| Beijing 2008        | 20                          | 0                           | 1                           | 1                           | 2                           | 64                          |
| Londra 2012         | 14                          | 0                           | 0                           | 0                           | 0                           | –                           |
| Rio de Janeiro 2016 |                             |                             |                             |                             |                             |                             |
| Tokyo 2020          |                             |                             |                             |                             |                             |                             |
| Total               | Total                       | 0                           | 1                           | 2                           | 3                           |                             |

| Ediție              | Sportivi                   | Aur                        | Argint                     | Bronz                      | Total                      | Loc                        |
| Albertville 1992    | ca parte Echipei Unificate | ca parte Echipei Unificate | ca parte Echipei Unificate | ca parte Echipei Unificate | ca parte Echipei Unificate | ca parte Echipei Unificate |
| Lillehammer 1994    | 1                          | 0                          | 0                          | 0                          | 0                          | –                          |
| Nagano 1998         | 1                          | 0                          | 0                          | 0                          | 0                          | –                          |
| Salt Lake City 2002 | 2                          | 0                          | 0                          | 0                          | 0                          | –                          |
| Torino 2006         | 1                          | 0                          | 0                          | 0                          | 0                          | –                          |
| Vancouver 2010      | 2                          | 0                          | 0                          | 0                          | 0                          | –                          |
| Soci 2014           | 1                          | 0                          | 0                          | 0                          | 0                          | –                          |
| Pyeongchang 2018    |                            |                            |                            |                            |                            |                            |
| Total               | Total                      | 1                          | 3                          | 3                          | 7                          | –                          |

## Medaliați
| Medalie | Nume               | Ediție       | Sport | Probă               |
| ------- | ------------------ | ------------ | ----- | ------------------- |
| Bronz   | Aidyn Smagulov     | Sydney 2000  | Judo  | Masculin – 60 kg    |
| Argint  | Kanatbek Begaliev  | Beijing 2008 | Lupte | Greco-roman – 66 kg |
| Bronz   | Ruslan Tyumenbayev | Beijing 2008 | Lupte | Greco-roman – 60 kg |